# Srečno novo leto '49
Srečno novo leto '49 (srbohrvaško Srećna nova '49.) je jugoslovanski dramski film iz leta 1986, ki ga je režiral Stole Popov po scenariju Gordana Mihića, v glavnih vlogah pa nastopajo Svetozar Cvetković, Meto Jovanovski, Vladislava Milosavljević in Aco Đorčev. Zgodba prikazuje življenje dveh bratov različnih nazorov in usod. Dogajanje je postavljeno v obdobje napetosti med Komunistično partijo Jugoslavije s stalinizmom, znanem po aferi Informbiro. Starejšega brata Dragoslava (Jovanovski) po vrnitvi iz Rusije po krivem obtožijo vohunstva za Sovjetsko zvezo in ga aretirajo, mlajšega brata Kosto (Cvetković) pa ne zanima politika, ampak ga privlači bratova žena in se zaplete v mafijsko podzemlje. Na koncu se za sovjetsko vohunsko izkaže mlada ženska. Zaradi afere se žena odloči za samomor, mlajši brat pa pobegne v tujino.
Film je bil premierno prikazan 27. junija 1986 v jugoslovanskih kinematografih in je naletel na dobre ocene kritikov. Na Puljskem filmskem festivalu je osvojil glavno nagrado velika zlata arena za najboljši jugoslovanski film, ob tem pa še nagradi za najboljši scenarij (Mihić) in stranskega igralca (Dušan Kostovski). Bil je jugoslovanski kandidat za oskarja za najboljši tujejezični film na 59. podelitvi, toda ni prišel v ožji izbor. Film je leta 1986 prejel nagrado za najboljši scenarij na Festivalu filmskega scenarija v Vrnjački Banji.

## Vloge
- Svetozar Cvetković kot Kosta
- Meto Jovanovski kot Dragoslav
- Vladislava Milosavljević kot Vera
- Ace Đorčev kot Stojan
- Dušan Kostovski kot Dile
- Goce Todorovski kot Todor
- Ivan Bekjarev kot inšpektor
- Ratko Tankosić kot tihotapec
- Mihailo Jevtić
- Jovica Mihajlovski
- Kirčo Božinovski
- Mustafa Jašar